# Corolla (Caroline du Nord)
Pour les articles homonymes, voir Corolla.
Corolla (/kəˈrɑːlə/) est une zone non incorporée située dans le canton de Poplar Branch, dans le comté de Currituck, en Caroline du Nord, aux États-Unis, le long du nord des Outer Banks. Elle a une population permanente d'environ 500 personnes. Pendant la saison des vacances d'été, la population se compte par milliers. Corolla abrite le phare de Currituck Beach, l'un des sept phares côtiers de Caroline du Nord.